# Банковское обслуживание на дому
Банковское обслуживание на дому (домашний банкинг; англ. home banking) — персональное банковское обслуживание, осуществляемое с использованием информационных технологий и дистанционного обслуживания банковских счетов.

## Определение
Согласно БРЭ, банковское обслуживание на дому — это банковское обслуживание клиентов с использованием информационных технологий, обеспечивающих клиентам возможность дистанционного получения финансовой информации и управления банковскими счетами.

## История
Появилось в начале 1980-х годах и широко распространилось в США и других странах.

## Банковское обслуживание
Система соединяет домашний и офисный персональный компьютер клиента с банковским сервером. В результате широкий спектр операций доступен ежедневно и круглосуточно.
Клиент может управлять текущим счётом, вкладом, расчётами, счетами платежей и сбережений; получать баланс счёта и отчёт о движении средств даже по счетам, открытых в других странах; перечислять средства со счёта на счёт, оплачивать услуги, выполнять операции с ценными бумагами в режиме удалённого доступа.
Коммерческий банк получает возможность сократить расходы на персонал, предлагать услуги по более низким ценам, отказаться от операционного зала.
Прямые банки обслуживают клиентов только на дому или на рабочем месте п